# Marcelo Bohórquez
Marcelo Bohórquez (1974) es un exfutbolista ecuatoriano que jugaba de volante, y su último club fue el Deportivo Cuenca, jugador histórico del club. Perteneció en la plantilla del 2004 cuando el club fue por primera vez campeón en el fútbol ecuatoriano.

## Trayectoria-Clubes
| Club             | País    | Año       |
| ---------------- | ------- | --------- |
| UD Valdez        | Ecuador | 1991      |
| Green Cross      | Ecuador | 1992      |
| Panamá SC        | Ecuador | 1993-2000 |
| Deportivo Cuenca | Ecuador | 2001-2012 |

## Palmarés

### Campeonatos nacionales
| Título             | Club             | País    | Año  |
| ------------------ | ---------------- | ------- | ---- |
| Serie B de Ecuador | Panamá SC        | Ecuador | 1997 |
| Serie A de Ecuador | Deportivo Cuenca | Ecuador | 2004 |

- Datos: Q5995737